# 聯合愛爾蘭

愛爾蘭共和國和北愛爾蘭

联合愛爾蘭（英語：United Ireland），又称爱尔兰统一（Irish reunification），是指認為整個愛爾蘭應該統一為單一國家的政治運動。愛爾蘭在傳統上分為32郡，現在愛爾蘭共和國的範圍只包括愛爾蘭南部的26郡，不包括北愛爾蘭6郡。愛爾蘭民族主義者支持這一運動。相反，爱尔兰联合主义者反對這一運動並認為北愛爾蘭應該繼續留在英國。2016年，繼英國投票表決脫離歐盟後，傾向留在歐盟的北愛爾蘭考慮發動繼1973年之後的第2次愛爾蘭統一公投。